# لستر ال. گراب
لستر ال. گراب (انگلیسی: Lester L. Grabbe؛ زادهٔ ۵ نوامبر ۱۹۴۵) مورخ، و استاد دانشگاه در زمینه تاریخ یهود و کتاب مقدس عبری اهل ایالات متحده آمریکا است.